# 歐洲聯盟法院

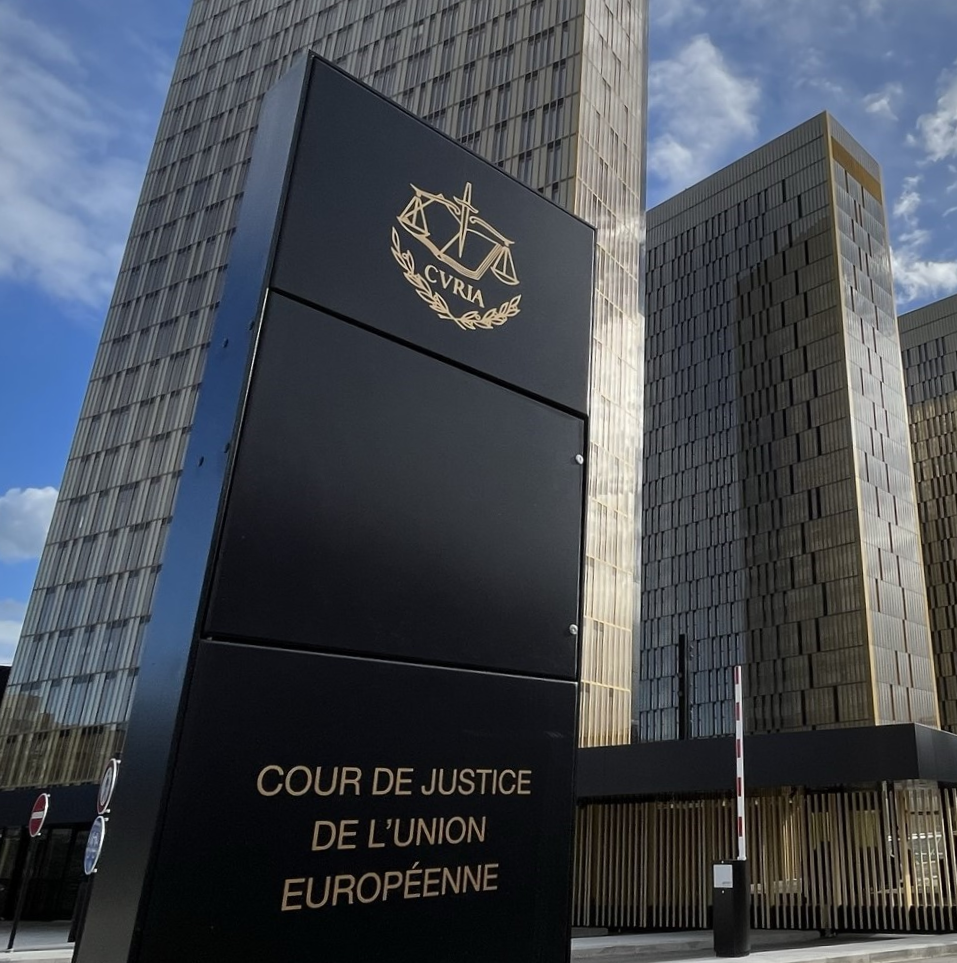

歐洲聯盟法院（英语：Court of Justice of the European Union，法語：Cour de justice de l'Union européenne，意语：Corte di Giustizia dell'Unione Europea），簡稱「歐盟法院」，為歐洲聯盟的法院系統之總稱，與各個歐盟成員國的內國法院合作，確保歐盟法律在歐盟各國間能夠有統一的解釋和適用。歐盟法院設置於盧森堡，根據歐盟條約第19條，由三種法院組成：
1. （歐盟）普通法院：為了減輕原歐洲共同體法院（即今日的歐洲法院（下述3.））的負擔而於1989年1月1日成立，原名為「一審法院」（Court of First Instance）。隨著2009年12月1日里斯本條約的生效，改名為「普通法院」（General Court）。掌理一般案件的一審。
2. 專門法庭（specialized courts）：雖然歐盟條約允許設立複數的專門法庭，但目前只有一個，即歐盟公務員法庭。它是2004年設立，英文的正式名稱為「Civil Service Tribunal」，掌理歐盟公務員（即：任職於歐盟官方機構的公務員；不同於會員國內的公務員）與歐盟之間糾紛的一審。
3. 歐洲法院：1952年時設立，目前英文的正式名稱為「Court of Justice」。為歐盟法院系統的最高法院，掌理對普通法院裁判的救濟案，以及解釋歐盟諸條約，統一會員國內國法院對條約的解釋適用（詳見該條目）[2]。

## 歷史
- 成立：1952年「歐洲煤鋼共同體」成立，同步設立一座（歐洲煤鋼共同體）法院（英文正式名稱只有：Court of Justice。但為了辨識，通常會後綴為：Court of Justice of the European Coal and Steel Community)[3]。
- 改名：1958年，隨著另外兩個歐洲共同體的成立（歐洲經濟共同體，歐洲原子能共同體），同步改名為「歐洲各共同體之法院」（Court of Justice of the European Communities, ECJ）[4]。
- 改名：2009年12月1日，隨著里斯本條約的生效，再次改名為歐洲聯盟法院（Court of Justice of the European Union），該條約整合了歐洲聯盟中所有的司法部門，並使歐洲聯盟法院成為一個統整名稱。

## 任務
歐盟法院的任務主要有三：
1. 審查歐盟各機構的立法與決議（總稱為：歐盟法律）是否合乎歐盟諸條約之精神。
2. 確保各會員國遵守歐盟諸條約所課予之義務。
3. 依內國法院之請求，解釋歐盟法律。

## 註腳
1. ↑  歐盟條約 （页面存档备份，存于）（官方德文版，2010年3月30日）
2. ↑  Official Website: Court of Justice > Presentation > Jurisdiction （页面存档备份，存于）
3. ↑  Official Website: Treaty establishing the European Coal and Steel Community, ECSC Treaty （页面存档备份，存于）
4. ↑  .   [2013-02-04]. （原始内容存档于2014-11-24）.
5. ↑  Official Website: The Institution > General Presentation （页面存档备份，存于）

## 外部連結
- Official website of the "Court of Justice of the European Union" （页面存档备份，存于） (with 22 languages)